# 學甲線

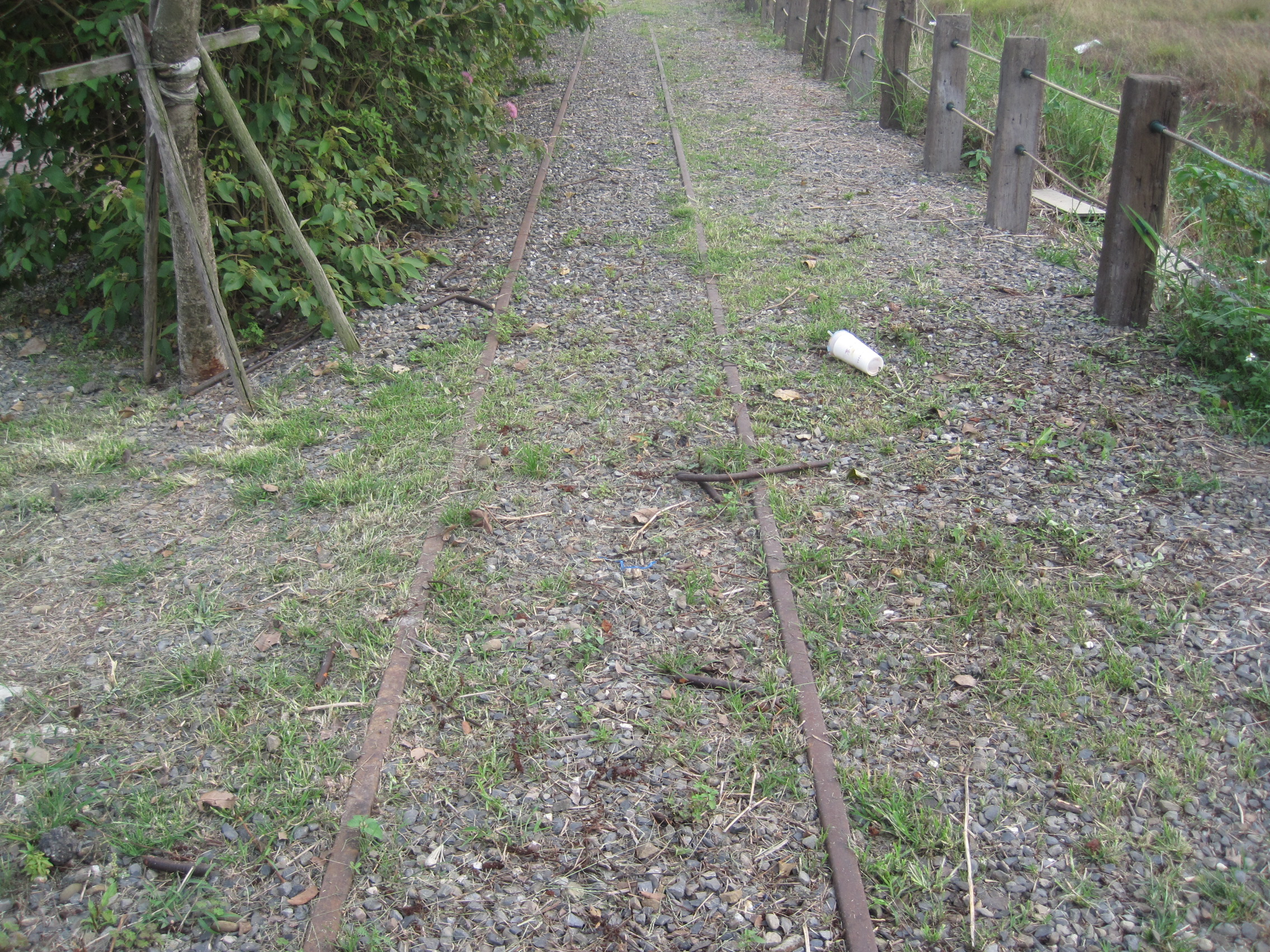
糖鐵學甲線下營段的鐵軌

學甲線，為位於臺灣臺南縣新營鎮（今臺南市新營區）與學甲鎮（今學甲區）間，由臺灣糖業股份有限公司新營總廠經營之輕便鐵路，今既廢止。

## 名稱
學甲線有廣義、狹義2種不同意思：
- 廣義：廣義的學甲線，指新營＝學甲區間，全長18.9公里的營業線，由新營糖廠專用線布袋線、柳營線、學甲線組成。本文採用此定義。學甲線於1979年與布袋線一同停辦客運[1][2]。
- 狹義：單指廠前站以南（為學甲線與布袋線分歧）[3]，或是認為廠前＝果毅後旗站為柳營線、果毅後旗站以南才為嚴格意義上的學甲線[1][2]。這部份於於日治時期1942年完成，以所經的下營而得名下營庄線。稍後路線延伸至學甲後，改為今名。

學甲線部分路段與南北平行預備線重合，也有一部分與觀光列車八翁線重合。

## 歷史
學甲線的前身「下營庄線」約於的1942年開始通車，路線延伸到學甲後始改稱「學甲線」，於1979年與布袋線一同停運。在廢止客運之後，1998年中華民國鐵道文化協會為慶祝糖鐵通行90週年，曾商請新營總廠協助辦理「勝利號之旅」活動，除了是學甲、隆田營運線的短暫復駛外，也是勝利號客車自1997年復出後的再次行駛。

## 路線與車站

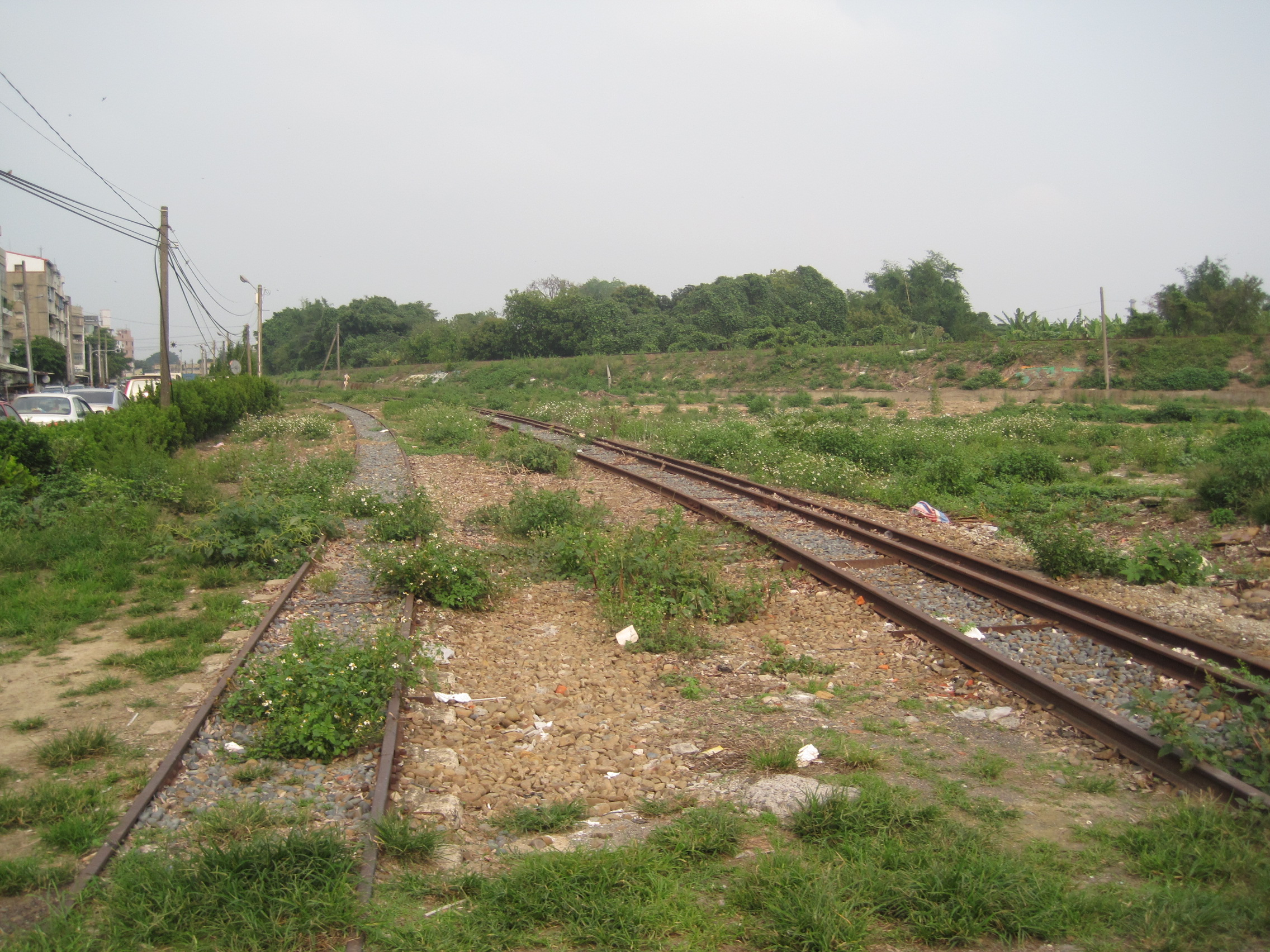
柳營線與布袋線、新岸三線分歧處，圖左為布袋線，中為新岸三線，柳營線在後方斜坡上爬升，之後從堤防上面通過鐵道橋橫越急水溪。

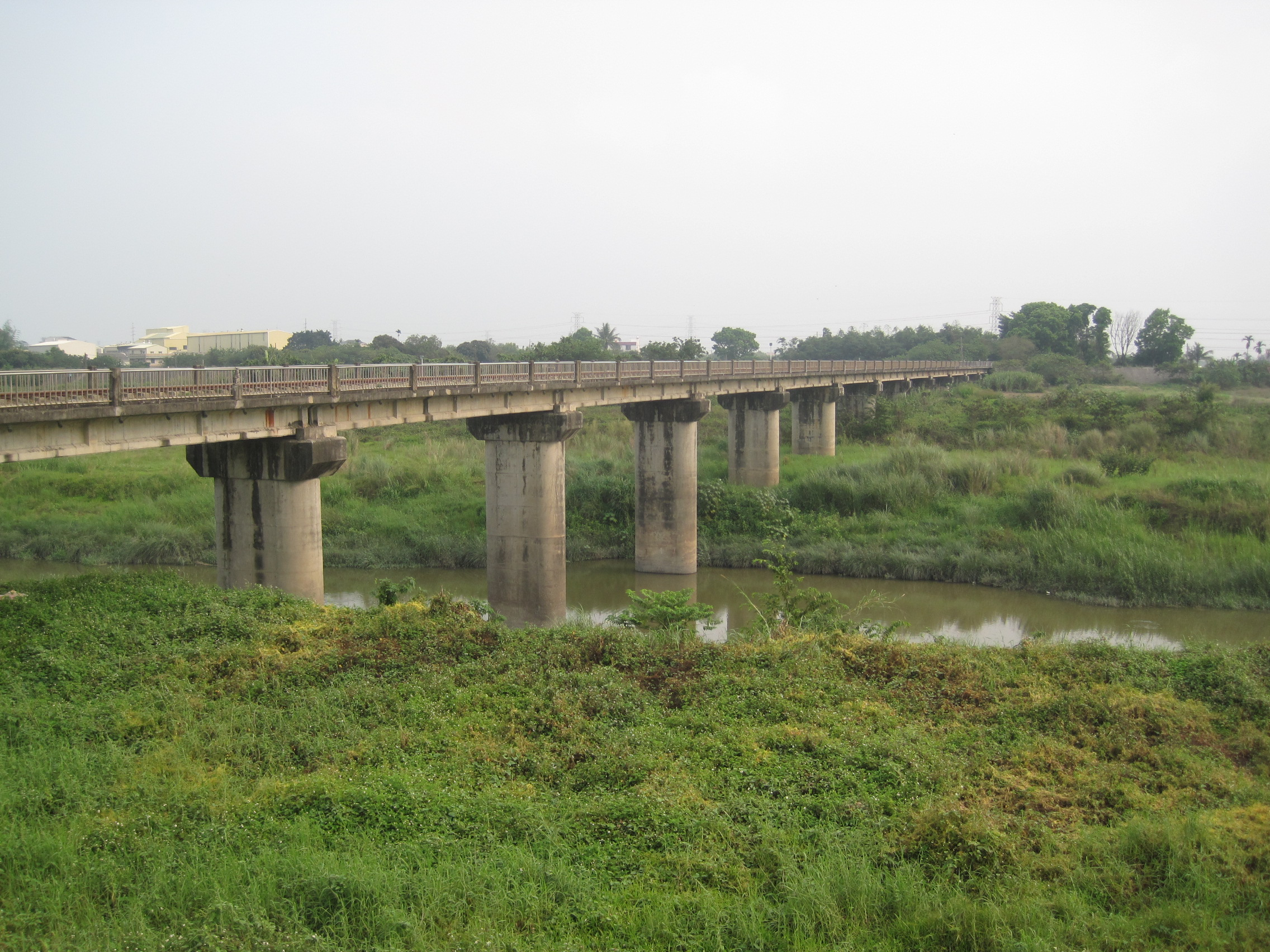
糖鐵急水溪橋

學甲線的糖鐵列車始自新營車站，於過了廠前車站後開始南轉與布袋線分歧，越過急水溪後沿途行經柳營、下營與學甲等地，而在終點的學甲車站與隆田線（嚴格來說為北門線）相接。而廣義的學甲線沿途車站（含旗站）如下：
| 狹義路線 | 車站名稱   | 行政區       | 營運起迄               | 備註 |
| -------- | ---------- | ------------ | ---------------------- | --- |
| 布袋線   | 新營車站   | 臺南市新營區 | 1909年5月20日－1979年  | 為布袋線起點，往北可接烏樹林線的北新車站。 |
| 布袋線   | 廠前車站   | 臺南市新營區 | 1919年11月14日－1979年 | |
| 柳營線   | 果毅後旗站 | 臺南市柳營區 |                        | 柳營線終點，從這裡分出專用線果毅後線、新副廠線（通往新營副產加工廠），該路線上有柳營車站供新副廠員工上下班。 |
| 學甲線   | 八老爺車站 | 臺南市柳營區 | ？－1979年             | 為有一小型平頂水泥磚造候車室的車站。 |
| 學甲線   | 大內旗站   | 臺南市柳營區 |                        | 糖鐵在這裡分出專用線大內線，觀光列車八翁線與此路線重疊，但只到營長牧場的新八老爺站。大內線之後會行經柳營、六甲、官田與大內等地區。 |
| 學甲線   | 鐵線橋車站 | 臺南市柳營區 | ？－1979年             | 招呼站 |
| 學甲線   | 十六甲車站 | 臺南市下營區 | ？－1979年             | 該站以北有龜仔港大排，原有鐵道橋在2001年9月因受損，2002年拆除，尚保留一候車室與行車室。招呼站。 |
| 學甲線   | 新興車站   | 臺南市下營區 | ？－1979年             | 在下營國中斜對面所設的臨時月臺，供學生通學之用。 |
| 學甲線   | 下營車站   | 臺南市下營區 | ？－1979年             | 在下營區中正南路上，為學甲線上的大站，1997年因開通中正南路而拆除站房與月臺。下營站附近曾分出一條專用線茅港尾線通往下營的中營里，後因線路運送的原料不足而廢除，後來有部分路基成為後來的臺19甲線。                                       |
| 學甲線   | 大埤寮車站 | 臺南市下營區 | 1954年－1979年         | 招呼站。為一座候車室站房，在南56-1入大埤寮仔聚落的路旁，目前結構完好，但後牆被充當為豬圈圍牆。 |
| 學甲線   | 大屯寮車站 | 臺南市下營區 | ？－1979年             | 招呼站。站房於2002年拆除，原貌與八老爺車站類似。學甲線鐵道在此站後與174縣道平行，鐵道在北。 |
| 學甲線   | 瓦寮車站   | 臺南市學甲區 | ？－1979年             | 招呼站。外觀與大埤站一樣的候車室站房，鐵道在與174線道交叉轉入瓦寮部落行經瓦寮車站後，於出庄後變成在174縣道南方。在這附近學甲線分出一條專用線北學甲線通到急水溪，而這段路線原本是學甲線正線，之後學甲縣正線改為新增之山寮到學甲的線路。 |
| 學甲線   | 山寮車站   | 臺南市學甲區 | ？－1979年             | 招呼站。外觀與大埤站一樣的候車室站房，在174縣道上。 |
| 學甲線   | 學甲車站   | 臺南市學甲區 | ？－1979年             | 在學甲區中華路上，站房在學甲線停駛後不久便拆除。 |